# Pliocercus elapoides
La culebra imita coral común, también conocida como coralillo falso, culebra falsa coral o culebra imita coral bicolor, (Pliocercus elapoides) es una especie de serpiente que pertenece a la familia Colubridae. La CONABIO la clasifica dentro de la familia Dipsadidae. Es nativa de México, Belice, Guatemala, El Salvador, y Honduras.  En México se distribuye en la planicie costera del Golfo y en los estados del sursureste de México. Su rango altitudinal oscila entre 0 y 2,000 m s. n. m.. Habita en bosque muy húmedo, húmedo y seco tropical y ocurre también en los bordes del bosque y posiblemente en tierras agrícolas. Es una especie terrestre y semifosorial. La NOM-059-SEMARNAT 2010 considera a la especie como amenazada; la UICN2019-1 como de preocupación menor.

## Taxonomía
Se reconocen las siguientes subespecies:
- Pliocercus elapoides celatus Smith, 1943
- Pliocercus elapoides diastemus (Bocourt, 1886)
- Pliocercus elapoides elapoides Cope, 1860
- Pliocercus elapoides laticollaris Smith, 1941
- Pliocercus elapoides salvinii Müller, 1878